# Abwärts (Band)
Abwärts war eine Punkband aus Hamburg.

## Bandgeschichte

### Vorgeschichte
Der Schriftsetzer Frank Ziegert (* 19. August 1957; † 17. Januar 2024) gründete 1978 zusammen mit zwei älteren Kunststudenten in Hamburg eine Punkband, die er nach seinem Gitarren-Effektgerät Big Muff nannte. Die Band hatte nur zwei Auftritte in Hamburg, einer davon fand am 29. Juni 1979 auf dem In-Die-Zukunft-Festival in der Markthalle statt, bevor Ziegert die Gruppe wieder auflöste.
Frank-Martin Strauß (* 18. Dezember 1958) stammte ursprünglich aus Bochum, wo er in Uwe Fellensieks Band Bertha & Friends Perkussion (Congas und Schellenring) spielte. Ziegert hatte auf dem Umsonst-und-draußen-Festival in Vlotho (25. bis 27. August 1978) einen Auftritt der Band mit Strauß gesehen. 1979 brach Strauß die Schule ab und zog nach Hamburg.

### 1979 bis 1984
Ab Sommer 1979 suchte Strauß durch Aushänge in Kneipen Musiker, die mit ihm und dem ebenfalls aus Bochum stammenden Bassisten Joachim Osiek (zuvor unter dem Künstlernamen Jocko Malaga ebenfalls bei Bertha & Friends) eine Band gründen wollten. Frank Ziegert meldete sich darauf, als Schlagzeuger wurde Axel Dill (* 29. Oktober 1954) von der Bremer Punkband Blender engagiert, der acht Semester Musik am Hamburger Konservatorium studiert hatte.
Am 29. Dezember 1979 hatten Abwärts ihren ersten Auftritt auf dem „Geräusche für die 80er“-Festival, wo sie beim Publikum gut ankamen und unter anderem eine Punkversion der Capri-Fischer boten. Die Musikpresse verglich anfangs die Musik der Band aufgrund der knapp-reduzierten, präzisen Spielweise einhellig mit der britischen Postpunk-Band Wire.
Anfang 1980 verließ Osiek die Band, da ihm die Band zu unkommerziell erschien, für ihn kam der Blender-Bassist Gisbert „Gibo“ Kellersmann. Zusätzlich brachte Dill seine Lebensgefährtin Margita Haberland in die Band, die ebenfalls für kurze Zeit bei Blender mitgewirkt hatte. Haberland spielte Geige und sang bei einigen Stücken.
Im Februar 1980 ging die Gruppe ins Hamburger Hafenklang Tonstudio, um eine Single aufzunehmen, die ursprünglich auf dem Indie-Label No Fun Records erscheinen sollte, dann aber von den neugegründeten ZickZack Records veröffentlicht wurde. Die selbstfinanzierte, -produzierte und -betitelte Abwärts-EP, deren Titelstück „Computerstaat“ bis heute einer der bekanntesten und beliebtesten Songs der Band ist, erschien Anfang Mai 1980 und bekam gute Pressekritiken.
Nach einer Deutschlandtour (6. bis 27. Mai 1980) verließ Bassist Kellersmann die Band und wurde durch Mark Chung von der Hamburger Buschband ersetzt. Da sich die Single außerordentlich gut verkaufte – 22.000 Stück bis zum Sommer 1981 – machte sich die Band im August 1980 an die Produktion eines kompletten Albums.
Im Oktober 1980 erschien das Debütalbum Amok Koma, das in der Musikpresse enthusiastische Kritiken erhielt. Die LP wurde mit einer Deutschlandtour im Vorprogramm von The Cure (8. bis 16. Oktober 1980) promotet und wurde zum bestverkauften Titel des ZickZack-Labels (insgesamt 24.000 Stück). 1988 gab es eine CD-Neuauflage in kleiner Stückzahl, seit 2012 ist das Album als Downloadversion erhältlich.
Eine weitere Single Roboter in der Nacht/Für Mutti erschien Mitte März 1981 und erhielt gemischte Pressereaktionen, dazu gab es einen von Klaus Maeck gedrehten Videoclip und eine weitere Deutschlandtour (14. März bis 3. April 1981). Auch der SPIEGEL berichtete über Abwärts, die Band begann über Auftritte in London, den USA und sogar Japan nachzudenken, Promotionpäckchen mit VHS-Video und Sauerkrautkonserven an US-amerikanische Konzertveranstalter führten zwar nicht zur erhofften US-Tour, der Videoclip zu Roboter in der Nacht wurde aber immerhin 1982 in den USA kommerziell veröffentlicht.
Eine Studiosession am 3. Juni 1981 im Hamburger Hafenklang-Studio für das Compilationalbum Lieber Zuviel als Zuwenig war sowohl die letzte Zusammenarbeit mit Margita Haberland, die danach die Band verließ, als auch die letzte Veröffentlichung auf ZickZack Records.
1981 begannen einzelne Bandmitglieder mit Seitenprojekten: FM Einheit wirkte vorübergehend bei Palais Schaumburg mit, er und Mark Chung wurden auch feste Mitglieder bei den Einstürzenden Neubauten, was zu einer Doppelbelastung (Studioaufnahmen, Auftrittstermine) wurde. Frank Z. und Axel Dill nahmen hingegen mit Trini Trimpop im Juni 1981 ein Album auf, das aber unveröffentlicht blieb. Im Sommer 1982 half Dill Margita Haberland bei den Aufnahmen zu einer Solosingle Ma Gita, die im Februar 1983 erschien.
Am 11. September 1981 trat die Band auf dem Rock Against Junk-Festival in Berlin auf, am 25. September folgte ein TV-Auftritt in der Musiksendung Pop Stop des Bayerischen Rundfunks. Im Oktober 1981 war Abwärts für die Münchner Jugendzeitschrift Bravo „der heißeste Tip“ der neuen deutschen Musik.
Unzufrieden mit der Betreuung durch ZickZack, wollte man nun professioneller arbeiten und das nächste Album einem Majorlabel anbieten. Die Arbeit daran begann im Herbst 1981 im Hamburger Hafenklang-Studio, einem ganzen Monat selbstfinanzierter und -produzierter Studioaufnahmen folgte eine Woche Abmischung in den Londoner Townhouse Studios durch den Produzenten Nick Launay. Zum Jahresende 1981 war das Album Der Westen ist einsam fertiggestellt, das daraufhin verschiedenen Plattenfirmen zur Veröffentlichung angeboten wurde. Für einen Vorschuss von angeblich 50.000 DM unterschrieb die Band bei dem deutschen Majorlabel Phonogram.
Das Album wurde im April 1982 veröffentlicht und führte zur Kontroverse zwischen Musikjournalisten auf der einen Seite und Musikerkollegen und Fans auf der anderen Seite. Die Musikpresse lehnte das Album teilweise ab, der FAZ-Journalist und spätere Chef des Springer-Konzerns Mathias Döpfner fasste 1984 zusammen: „Das zweite Album (wurde) zu einem traurigen Dokument musikalischer Einfallslosigkeit. Mit schleppender Hauruck-Rhythmik, einem düster unterkühlten Sprechgesang und monotonen Synthesizerriffs dokumentierte die Gruppe weder stilistische Eigenständigkeit, noch gelang es ihr durch passable spieltechnische Leistungen zu überzeugen.“ Im Magazin Spex wurde sie allerdings zur „Platte des Monats“ gewählt. Der S.Y.P.H.-Musiker Harry Rag verteidigte das Album als Künstler vehement in einem Leserbrief an die Musikzeitschrift Sounds: „Zehn hervorragende Ideen (sind hier) auf einen bestimmten Punkt gebracht, wo ich nur noch feststellen kann, daß es besser nicht geht.“ Frank Apunkt Schneider resümierte 2007: „Die zweite LP taumelt in zeitgenössische Verdunkelungsästhetik (Killing Joke, Theatre Of Hate), hat aber noch diese gewisse Kante, die sie herausragen lässt.“
Zur Albumveröffentlichung gab es eine ausgedehnte Tour (11. Mai bis 13. Juni 1982) mit Abstechern in die Schweiz und nach Amsterdam, darunter ein spektakulärer Auftritt auf dem Münchner Rocktage-Festival, bei dem FM Einheit Teile der Bühnenaufbauten zerstörte. Zu dem Titel Beim ersten Mal tut's immer weh wurde von Muscha und Trini Trimpop ein Video produziert und es gab sogar eine Homestory in der BRAVO. Trotzdem erzielte das Album nicht die erhofften Verkaufszahlen.
Eine weitere Veröffentlichung, die von Jon Caffery in den Dierks-Studios bei Köln koproduzierte EP Beirut, Holiday Inn, erschien im Oktober 1982 auf Phonogram, bekam gute Pressereaktionen und wurde gefolgt von einer weiteren, schlecht besuchten Deutschlandtour (1. bis 8. November 1982) und zwei kleineren Auftritten in England (16. und 17. November 1982). Mit dem Ende des NDW-Booms verloren Abwärts aber, wie der Großteil der deutschen Independent-Bands, 1983 ihren Plattenvertrag, als sich die großen Plattenfirmen anderen Musikstilen zuwandten.
Am 5. Oktober 1983 gaben Abwärts ein einzelnes Abschiedskonzert in Rom auf dem Progretto Germania-Festival, bei dieser Gelegenheit wurden auch Dum Dum Boys von Iggy Pop und Men of Good Fortune von Lou Reed gespielt. Nach diesem letzten Konzert gab die Band ihre Auflösung bekannt, FM Einheit und Mark Chung gingen endgültig zu den Einstürzenden Neubauten, während Frank Z. und Axel Dill angaben, „etwas Neues machen“ zu wollen.
Als Duo führten die beiden Abwärts weiter und nahmen passend zu den Olympischen Spielen eine neue Single Olympia auf, die mit dem neuen Bassisten Raymond Watts (später bei KMFDM) am 23. Juli 1984 mit einem Playback-Auftritt in Gütersloh in der WDR-Vorabendsendung Musik Convoy vorgestellt wurde. Sehr zum Ärger der Band veröffentlichte das Tote-Hosen-Label Totenkopf die Single jedoch erst nach den Spielen. Für die letzte Oktobersendung (29. Oktober 1984) der ARD-Musiksendung Formel Eins war die Ausstrahlung eines vorproduzierten Videoclips vorgesehen, aufgrund der provokativen Machart wurde der Clip jedoch als nicht sendefähig eingestuft. Zum Jahresende gab es vier Konzerte als Vorgruppe für Johnny Thunders (16. bis 21. Dezember 1984). Danach löste Frank Z. die Band auf, denn das Feedback zur Olympia-Single war „so beschissen, daß ich einfach die Lust verloren habe“.
Ende 1985 nahmen Frank Z., Dill und Watts unter dem Namen Rotting Sausage einige Demos auf und gaben am 25. Dezember 1985 ein einzelnes Konzert in der Hamburger Markthalle.

### 1987 bis 1998

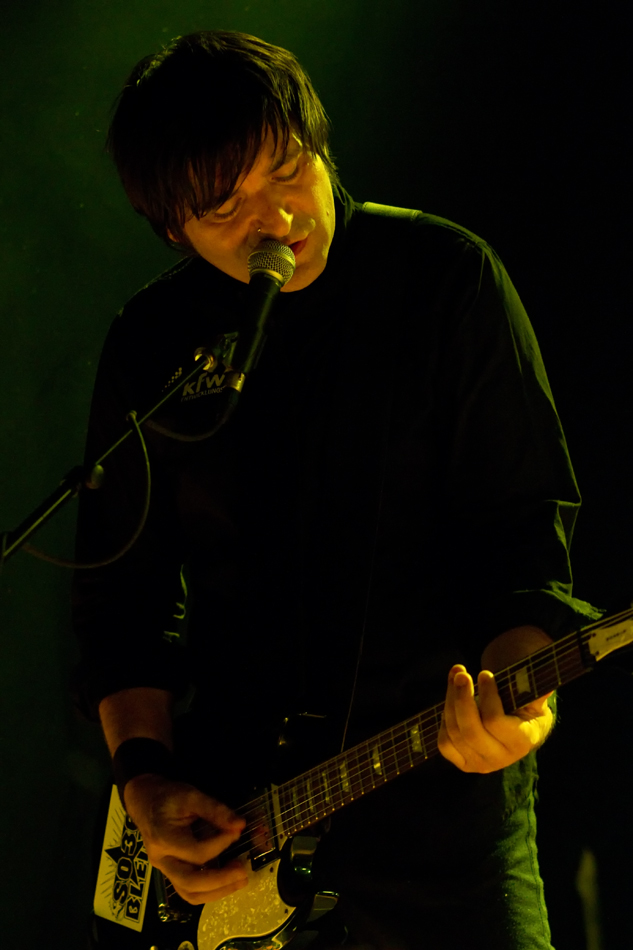
Rodrigo González als Abwärts-Gitarrist 2009

1987 meldete die Musikpresse die „Ein-Mann(Frank Z.)-Reunion von Abwärts“. Im selben Jahr erschien ein schlicht Abwärts betiteltes Album, das Frank Z. mit dem Musiker Peter Horn als Soloprojekt aufgenommen hatte und weniger Punk-Einfluss, dafür ruhigere Stücke und teilweise englische Texte aufwies. Das Album wurde von der Musikpresse mit „wohlwollendem Desinteresse“ aufgenommen.
Die ausgekoppelte Single Alkohol, eine Neuvertonung des Charles-Aznavour-Chansons Du läßt dich geh’n (1962), erhielt jedoch Radioairplay. Frank Z. ging zusammen mit FM Einheit zurück ins Studio, um eine kommerziellere Abmischung des Songs herzustellen, das Ergebnis wurde am 8. April 1988 als einseitig bespielte Promosingle an die deutschen Radiosender verschickt. Obwohl Frank Z. zu diesem Zeitpunkt nicht vorhatte, Abwärts als richtige Band neu zu formieren, stellten er und FM Einheit Anfang des Jahres 1988 einige Musiker zusammen und spielten vier Konzerte (9. bis 12. April 1988) zur Vorbereitung der Single-Neuveröffentlichung. Diese erschien im Mai 1988 unter dem Titel Mehr Alkohol und enthielt einige aktuelle Livestücke auf der B-Seite. Das Video wurde am 28. Mai 1988 in der Musiksendung Formel Eins vorgestellt und die Single verkaufte insgesamt 5.500 Stück. Danach legte Frank Z. Abwärts für ein Jahr wieder ad acta und half der befreundeten Band Xmal Deutschland als Gastgitarrist auf ihrem Album Devils (1989).
1989 reaktivierten Frank Z. und FM Einheit die Band mit den beiden Gitarristen der kurzlebigen 1988er Liveband – Michael „Elf“ Mayer von der Hamburger Punkband Destination Zero, der früher bei Slime gespielt hatte, und Uwe Bastiansen von der Gothicband Mask For – und dem neuen Bassisten Jochen Hansen von der Punkband Die Seuche. Frank Z. äußerte 1993, dass es sich um eine komplett neue Band handelte, die mit den ursprünglichen Abwärts nur mehr den Namen gemein hatte: „Eigentlich hätten wir uns damals umbenennen müssen. Das wollte ich nur nicht, weil ich den Namen so geil fand.“
Mit dem Die-Toten-Hosen-Label Totenkopf wurde ein Vertrag über zwei Studioalben unterschrieben. In Hamburg, Berlin und Düsseldorf wurde das Comebackalbum Ich seh die Schiffe den Fluss herunterfahren eingespielt, das vom Majorlabel Virgin Records vertrieben wurde. Musikalisch bot das Album einen gitarrenlastigen Punkstil, der stellenweise mit Metalelementen versetzt wurde. Die Verkäufe hielten sich mit insgesamt 30.000 Stück im erwarteten Rahmen; im April 1990 folgte noch die Single Sonderzug zur Endstation, die den Mauerfall mit sarkastischem Spott thematisierte. Bevor jedoch die Band eine ausgedehnte Tour begann (27. April bis 12. Mai 1990), stieg FM Einheit wegen Zeitmangel und Überlastung aus und wurde von dem neuen Schlagzeuger Frank Seele von Destination Zero ersetzt. Während dieser Tour wurde in München auch das Playboy-Magazin auf Abwärts aufmerksam und drohte mit einer Unterlassungsklage im Streitwert von 100.000 DM, falls die Band nicht in Zukunft auf das seit 1984 verwendete Totenkopfbunny-Logo verzichte. Im Sommer und Herbst 1990 folgten weitere Auftritte.
Mangelnde finanzielle Unterstützung durch Virgin Records führte dann zu einem Wechsel zu Sony Music, wo im Frühjahr 1991 das Album Comic-Krieg erschien. Die Verkaufszahlen waren auch angesichts exzessiver Livetouren (Mai bis Juli und September 1991) zufriedenstellend, trotzdem erhielt die Band weiterhin kaum bis gar kein Radio-Airplay. Die Verhandlungen mit Sony über die vertragliche Option auf ein weiteres Album zogen sich in die Länge, so dass die Band Abwärts 1992 eine Pause einlegte. Gitarrist Elf Mayer beschäftigte sich mit einer Reunion seiner alten Band Slime, während Bastiansen die Gruppe verließ.
Abwärts unterschrieben einen Vertrag über 2 Studioalben bei EMI Records, die auf dem kurzzeitig wiederbelebten Sublabel Harvest Records erschienen. Das Album Herzlich willkommen im Irrenhaus wurde von Metallica-Produzent Flemming Rasmussen für ein großes EMI-Budget in Kopenhagen aufgenommen und 25 geladenen Musikjournalisten auf einem Promotionflug in einer DC-3 vom Flughafen Berlin-Tempelhof präsentiert. Mit allein 20.000 Vorbestellungen verkaufte sich das Album gut und es gab im Sommer 1993 mehrere lukrative Konzerte im Vorprogramm von Bad Religion. Ein zweites Album für Harvest, Hurra, folgte im August 1994, das diesmal mit Die Reise eine Single enthielt, die auch Radio-Airplay bekam und für die ein Video produziert wurde. Direkt nach Erscheinen des Albums löste EMI das Harvest-Label aber wieder auf, so dass die Band ohne Plattenvertrag dastand.
Am 16. Juni 1995 folgte ein letztes Album V8, das von Gitarrist Elf Mayer auf seinem eigenen Slime Tonträger-Independentlabel veröffentlicht wurde und auf wenig Resonanz stieß. Da Frank Z. nicht bereit war, Abwärts nach all den Jahren als kleine Independentband weiterzuführen, löste er die Band daraufhin auf. 1998 veröffentlichte er ein wenig beachtetes Soloalbum auf dem Warners-Sublabel EastWest Records.
Frank Apunkt Schneider resümierte diese zweite Bandphase: „Frank Z führte Abwärts lange weiter, unter anderem in Richtung Pathos-Rock, ohne es hinzukriegen, total peinlich zu werden, worum er sich aber nach Kräften bemühte.“

### Seit 2004
2004 überredete der Die-Ärzte-Bassist Rodrigo González Frank Z. zu einem erneuten Comeback. Daraus entstand schließlich das Album Nuprop. Kleine Electro-Einsprengsel deuten zwar neue Wege an, jedoch litt das Album etwas unter einer schlechten Produktion. Nach der „Karstadt-Tour“ im Oktober 2004 folgten noch drei Zusatzkonzerte, unter anderem als Gäste der Beatsteaks im Kölner Palladium. Im März 2006 erschien eine Best-of-CD mit 40 Titeln. Im Sommer 2006 spielte die Band Abwärts zusammen mit Fehlfarben auf diversen Festivals.

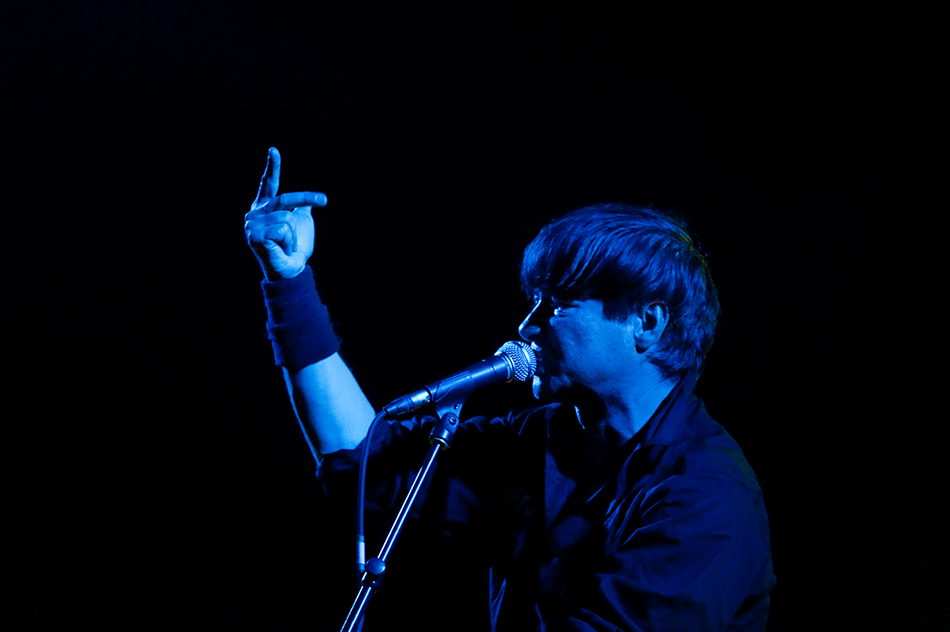
Frank Z., 2009

Anfang November startete die teils sehr gut besuchte „Breaking-News“-Tour, die jedoch aus Krankheitsgründen von Frank Z. vorzeitig abgebrochen werden musste. Bei dem Label „Cargo Records“ erschien am 8. Juni 2007 das Album ROM, das González und Frank Z. in González’ Berliner Studio produzierten. Vorab gab es jedoch zwei neue Songs als kostenlosen Download, die auch auf der Tour 2006 zum Einsatz kamen. Rom wurde in der Besetzung Z., González und Kessler eingespielt. Das Album enthält auch einen ca. 50-minütigen Multimediapart für den PC von einem Livekonzert vom 15. September 2006, das in Hamburg mitgeschnitten wurde.

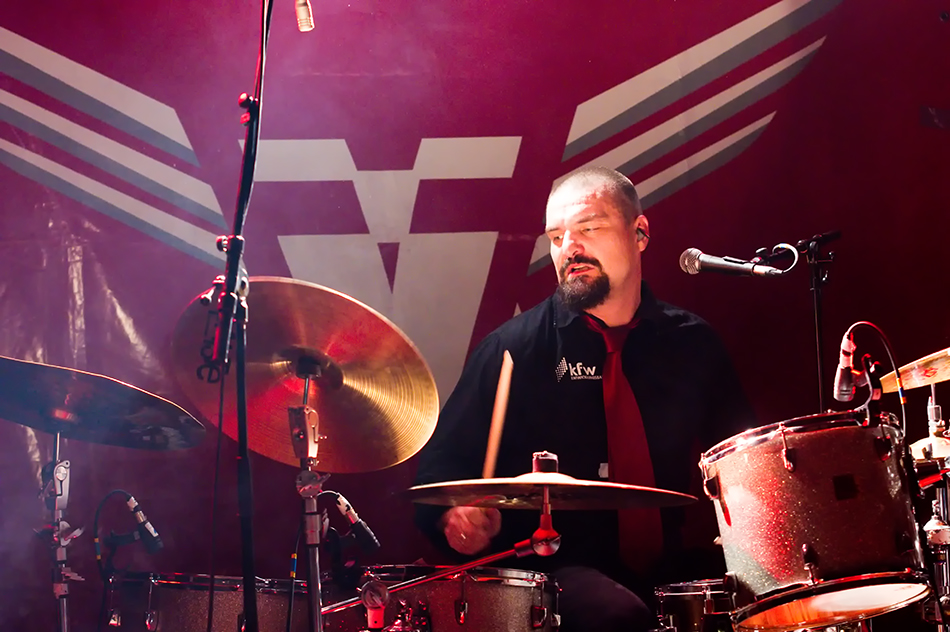
Martin Kessler, 2009

Zudem veröffentlichten Abwärts auf ihrer Homepage eine Video-Trilogie mit den Songs Lucky Fucky, Spürst du nicht den Trieb und Rom.
Im August 2007 gingen Abwärts mit einer weiteren Umbesetzung erneut auf Tour. Den E-Bass spielte bei dieser Tour Stefan Bühler aka Rocket, hauptberuflich der E-Gitarrist bei The BossHoss, der bereits bei der vergangenen Tour für einige Konzerte eingesprungen war.
Am 4. Oktober 2008 erschien die DVD Glam Slam! auf Rodrec/Cargo Records. Diese besteht aus einem Mitschnitt des 2007er-Livekonzertes im Berliner SO 36, aus alten Videoclips und einer Dokumentation mit Interviews. Danach ging Abwärts auf Tour durch Deutschland, Österreich und die Schweiz. Im Oktober 2009 veröffentlichte die Gruppe die Maxi-Single Sei auch dabei!. Diese erschien nur als Vinylversion, wobei sich die Gruppe darauf unter anderem über die Abwrackprämie lustig machte. Ende des Jahres gab es dann auch noch einen Livemitschnitt, der jedoch nur als Download erhältlich war. Im Oktober 2011 erschien das Album Europa Safe. Der Titeltrack war dabei eine Neuversion des Titels Europa vom Hurra-Album. Im Oktober 2014 erschien das neue Album Krautrock, das unter anderem eine Neuversion des Klassikers Computerstaat als Computerstaat 3.0 enthält.
Anfang Januar 2024 teilte die Band auf ihrer Facebook-Seite mit, dass Sänger Frank Z. bereits seit längerer Zeit an Prostatakrebs erkrankt sei und sich sein Gesundheitszustand nun stark verschlechtert habe. Am 18. Januar folgte die Nachricht, dass er am Vortag im Alter von 66 Jahren gestorben sei. Auf seiner Homepage bestätigte González das Ende der Band.

## Diskografie

### Alben
- 1981: Amok Koma (ZickZack Records)
- 1982: Der Westen ist einsam
- 1987: Abwärts
- 1990: Ich seh die Schiffe den Fluss herunterfahren
- 1991: Comic-Krieg
- 1993: Herzlich willkommen im Irrenhaus
- 1994: Hurra
- 1995: V8
- 2004: NuProp
- 2006: Breaking News – 40 Hits von Anfang bis heute, Doppelalbum
- 2007: Rom, inkl. Konzertvideo aus Hamburg 2006 für den PC
- 2009: Sei auch dabei – live 2009, kostenloses Download-Livealbum
- 2011: Europa Safe
- 2014: Krautrock
- 2018: Smart Bomb
- 2021: Live in die 20er Jahre
- 2023: Superfucker

### Singles
- 1980: Computerstaat, EP
- 1981: Roboter in der Nacht / Für Mutti
- 1982: Beirut Holiday Inn, 7″ Single/12″ Maxi
- 1984: Olympia, 12″ Maxi
- 1987: Alkohol, 7″ Single
- 1988: Mehr Alkohol, 12″ EP ’88/Mini-CD ’94
- 1989: Die Zeit, 7″ Single/12″ Maxi/Maxi-CD
- 1990: Sonderzug zur Endstation, 7″ Single/12″ Maxi/Maxi-CD
- 1991: Vorsicht!, Promo-CD
- 1994: Die Reise
- 1995: Abwärts / Rausch / Bronx Boys, Promo Split-EP
- 2004: Terror-Beat, 7″ EP/Promo Maxi-CD in DVD-Hülle
- 2006: Millionenkiller / Trieb, mp3-Download
- 2009: Sei auch dabei, 12″ EP/mp3-Download
- 2011: Traumhochzeit, mp3-Download
- 2016: Affentanz / Um in das Meer zu gehen, mp3-Download
- 2023: SUPERFUCKER Promo Single

### Videos/DVDs
- 2004: Terror-Beat (Promo-VHS)
- 2008: Glam Slam! (DVD)